# زبان خوارزمی
زبان خوارزمی (خوارزمی: زڨاک ای خوارزم zβ'k 'y xw'rzm)، زبانی ایرانی از شاخهٔ شمالی زبان‌های ایرانی میانه شرقی است که تا اواخر سده هشتم هجری/ چهاردهم میلادی در سرزمین خوارزم زنده بود و سپس زبان ازبکی جای آن را گرفت. این زبان هم‌خانوادهٔ زبان‌های سغدی، ختنی (سکایی)، اُسِتی (آسی) و پشتو و همچنین هم ردیف با برخی لهجه‌های ایرانی فلات پامیر است.
به نوشته ابوریحان بیرونی، زبان خوارزمی در دوره او زبانی زنده بوده‌ است. وجود عبارت‌های خوارزمی در متون قرن ششم و هفتم ه‍.ق/ دوازدهم و سیزدهم م. (در نسخه‌های خطی قرن هشتم/چهاردهم) نشان می‌دهد که بخشی از ساکنان خوارزم در این دوره با آنکه احتمالاً دوزبانه بوده‌اند، هنوز این زبان را می‌دانستند.
در پنج سدۀ نخستین اسلامی، دانشمندان بسیاری از دیار خوارزم برخاستند که از محمد خوارزمی و ابوریحان بیرونی و ابولقاسم محمود بن عمر الزمخشری ملقب به «فخر خوارزم» (مؤلف مقدمة الادب) است که اثر او، در قالب فرهنگ، حاوی بدنه اصلی واژگان موجود زبان خوارزمی است. علاوه بر این افراد، نجم‌الدین کبری، فخر رازی و مجدالدین بغدادی را می‌توان نام برد.
خوارزمی خویشاوند زبان سغدی است. این زبان، یک زبان دیگر از زبان‌های ایرانی شرقی در آسیای مرکزی محسوب می‌شود که سابقاً در واحه‌های بخش سفلای آمودریا رایج بود.
به نوشته بیرونی، زبان خوارزمی در دوره او زبانی زنده بوده است. وجود عبارت‌های خوارزمی در متون قرن‌های ششم و هفتم هجری قمری/ دوازدهم و سیزدهم میلادی (در نسخه‌ها خطی قرن هشتم/ چهاردهم) نشان می‌دهد که بخشی از ساکنان خوارزم در این  دوره با آنکه احتمالاً دوزبانه بوده‌اند، هنوز این زبان را می‌دانسته‌اند. اندکی بعد این زبان به شکل نهایی از میان رفت و گویش‌های ترکی جای آن را گرفت.

## منبع‌شناسی زبان خوارزمی

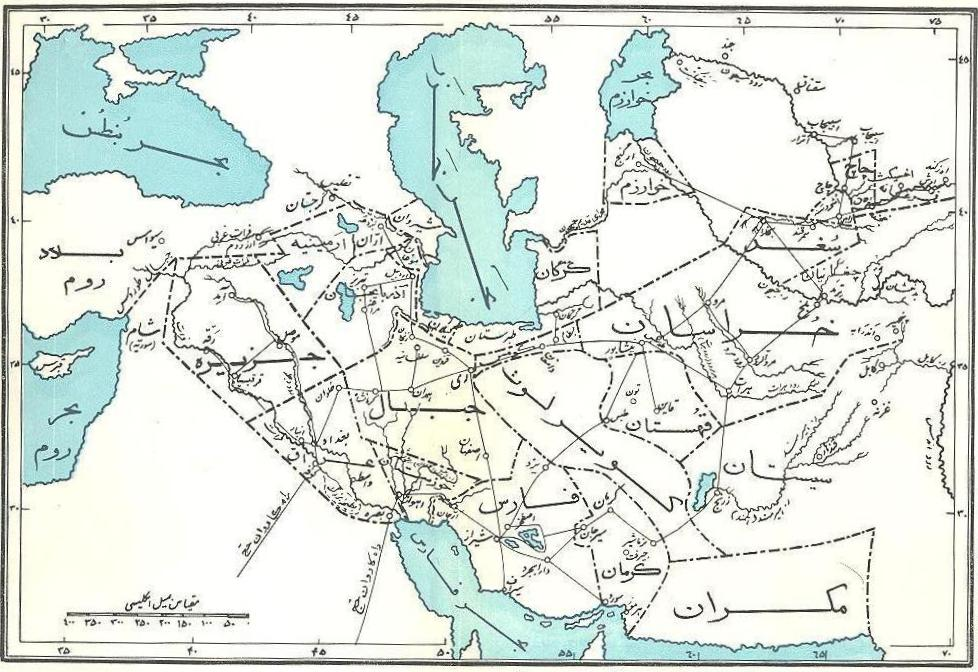
موقعیت خوارزم در نقشه ایران در عصر خلافت مقدس (جنوب بحر خوارزم یا دریاچه آرال کنونی در بالای نقشه) برگرفته از کتاب جغرافیای تاریخی سرزمین‌های خلافت شرقی

برای مطالعه زبان خوارزمی اسناد کمی در دسترس است. خط خوارزم باستان نیز مانند خطوط ایران و آسیای مرکزی، مشتق از آرامی و دارای هزوارش بوده است. خطوط روی سکه شاه‌های خوارزم باستانی و گنجینه اسناد خوارزمی که باستان‌شناس‌های شوروی در حفرهای توپراق قلعه یافته‌اند و مربوط به حدود قرن سوم میلادی است، گواه وجود چنین خطی است. این اسناد هنوز منتشر نشده‌اند و منابع عمده ما درباره زبان خوارزمی، هنوز همان منقول‌های کتاب‌های عبری است که بسیار متاخر هستند. اسناد اصلی در این مورد عبارت‌های مربوط به عقد و طلاق و سوگند و واژه‌هایی است که تعداد آنها کلاً به 3000 واژه می‌رسد و در کتاب فقهی غزمینی ، فقیه خوارزمی قرن هفتم هجری قمری (سیزدهم میلادی) به زبان عربی آمده است. به این مواد عبارت‌های خوارزمی فرهنگ عربی-فارسی مقدمه الادب زمخشری (قرن پنجم و ششم هجری قمری/یازدهم و دوازدهم میلادی) را نیز باید افزود. لغت‌ها و اصطلاح‌های مربوط به نجوم و تقویم خوارزمی نیز در اثرهای عربی بیرونی باقی مانده است.
دو منبع برای زبان خوارزمی وجود دارد که در ویژگی اختصاصی نسبت به هم شباهتی ندارند ولی هر یک مکمل دیگری هستند. نخست کتاب‌های فقهی و حقوقی، بیشتر از همه قنیه المنیه، عبارت و جملاتی در دست داریم. از سوی دیگر واژه‌های خوارزمی در کتاب مقدمه الادب موجود است، که نسخه خطی آن را احمد زکی ولیدی طوغان در ۱۹۷۴ منتشر کرد.
بیشتر واژگان خوارزمی را که برای ما نگهداشته شده، می‌توان از میان سطور یک دست‌نوشته (حدود ۵۹۶ ق/ ۱۲۰۰ م)، یعنی لغت‌نامه ارزشمند عربی مقدمه الادب از زمخشری، مؤلف دیگر بومی خوارزمی بدست آورد. برخی نسخه‌های دیگر از همین اثر اندک، شمار اندکی از این‌گونه واژه‌ها را در بر می‌گیرند. در برابر مدخل‌های کی نواخت این لغت‌نامه، متن خوارزمی که به هر شکل مانده‌اند، روی بیش از ۴۰۰ واژه یا جمله ناقص نقل شده، دربارهٔ شرح و تفسیر موضوعی فقهی، به جز کتاب‌های فقهی و حقوقی عربی دربرگرفته از خوارزمی، در دسترس هستند: یتیمة الدهر تألیف علاءالدین تَرجمانی (درگذشت ۶۵۵ ق/ ۱۲۵۷ م) منیه الفقها تألیف فخرالدین قبازنی و یک تکلمه بعدی، قنیه المنیه تألیف مختار زاهدی غزمینی (درگذشته ۶۵۸ ق، ۱۲۶۰ م).
تحقیقات عمده راجع به زبان خوارزمی در کتاب فریمان با عنوان «Xorezmijskil lazyk» گردآوری شده است. هنینگ هم در مقاله «Mitteliranisch» به آثار جدیدتر اشاره کرده است.

### آثار نو و متاخر
آثار بازمانده زبان خوارزمی عبارتند از:
1. دو کتیبه بسیار کوتاه بر دو ظرف سفالی از کوی کریلگان قلعه (از سدهٔ سوم یا دوم پیش از میلاد).[۴]
2. نوشته‌هایی کوتاه بر سکه‌های فرمانروایان خوارزم (از سده سوم یا دوم پیش از میلاد).[۴]
3. نوشته‌هایی بر روی چوب و چرم از توپراق قلعه و یَکه پارسان قلعه (احتمالاً از سده دوم میلادی).[۴]
4. چند کتیبه سنگ مزار از توق قلعه (احتمالاً از سده هفتم میلادی).[۴]
5. سفالینه کتیبه دار از خومبوزتپه.[۴]

نوشته‌ها و کتاب‌های مربوط به دوران اسلامی با خط آرامی-عربی مربوط می‌شوند و به سده‌های دوازدهم تا چهاردهم م (ششم تا هشتم ق) تاریخ‌گذاری شده‌اند عبارتند از:
1. جمله‌ها و عبارت‌هایی به خوارزمی در برخی از دست‌نویسهای دو کتاب فقهی عربی:[۱۵]
  1. یتیمه الدهر فی فتاوی اهل العصر، تألیف محمود بن محمود الملکی خوارزمی، درگذشت به سال ۶۴۵ هـ.ق.[۱۵]
  2. قنیه المنیه لی تتیم الغنیه، تألیف المختار الزاهی، درگذشت به سال ۶۵۸ هـ. ق این اثر چکیده و خلاصه‌ای است از کتاب منیه الفقها «آرزوی فقیهان» از بدیع القبازنی که استاد مختار زاهدی بوده‌است.[۱۵]
2. رساله الالفاظ الخوارزمیه آلتی فی قنیه المنیه، تألیف کمال‌الدین العمادی الجرجانی (ترجمانی) در سدهٔ هشتم ق.[۱۵]
3. ترجمه خوارزمی کتاب لغتی به نام مقدمه الادب از علامه جارالله زمخشری، درگذشت به سال ۵۳۸. در این اثر، واژگان خوارزمی به زبان‌های عربی، فارسی و ترکی معنی و شرح شده‌است.[۱۵]
4. لغات و اصطلاحات و گاهی عبارات نجومی در آثار ابوریحان بیرونی از قبیل آثار الباقیه عن القرون الخالیه، فصلی مربوط به جشن‌ها، نام‌ها، روزها و ماه‌های سال و اصطلاحات نجومی و تقویمی و تاریخی آن؛ و همچنین، در کتاب التفهیم الاوائل صناعه التنجیم و در کتاب صیدنه.[۱۵]

## جغرافیای خوارزم

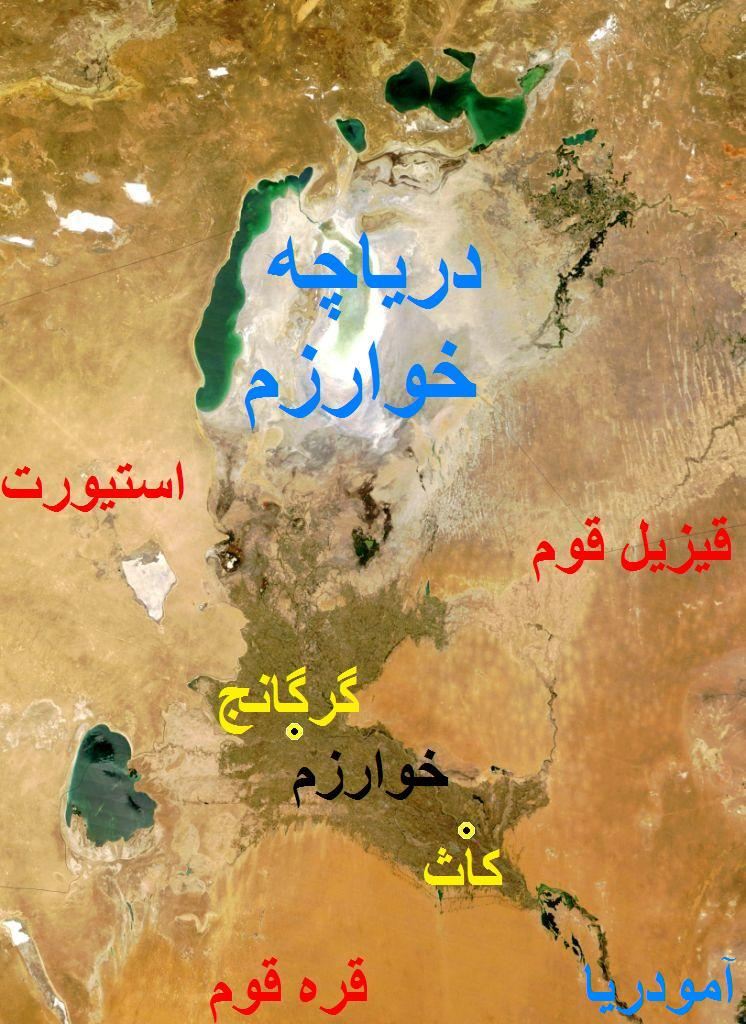
ناحیه خوارزم

نام خوارزم را نخست در کتیبه‌های هخامنشی Uvārazmiš/Huwārazmiš و متون اوستایی Xāirizəm می‌بینیم. سپس در سراسر قرون دوران میانه تا زمان غلبهٔ اعراب بر آن در قرن هشتم میلادی، از این ایالت تابع شاهنشاهی هخامنشی نامی نمی‌شنویم. حتی کشف شمار بسیاری سکه، نوشته‌های روی الواح گلی و گلدان‌های نقره‌ای و اسناد نگاشته بر چوب و چرم، به همت باستان‌شناسان شوروی سابق، چیزی بر اطلاعات ما نمی‌افزاید؛ چرا که اندکی از آنها، با کیفیتی غالباً نامطلوب منتشر شده‌است. برخی از ایران‌شناسان از جمله بنونیست، خوارزم را بخشی از ایران‌ویج (airyanəm vaējō اوستایی و Erānwēʒ فارسی میانه)، میهن اصلی ایرانیانِ نخستین می‌دانند.
خوارزم منطقه‌ای در ساحل جنوبی دریاچهٔ آرال، در دو سوی مصب رود جیحون (آمودریا)، که با ریگزارهای قره‌قوم و قزل‌قوم احاطه شده‌است. خوارزم در کرانهٔ شرقی جیحون، شامل شهرهای مهم کاث/کات، خیوه/خیوق و هزار اسپ و در کرانهٔ غربی (بخش صلی خوارزم قدیم)، مشتمل بر شهرهای گرگانج/اورگنج (جرجانیه)، درغان، زمخشر و طاهریه بود. بخش شرقی جیحون اکنون جز جمهوری خودمختار قره‌قالپاق ازبکستان و بخش غربی آن جزو جمهوری ترکمنستان است.
موضوعی که برخی مباحثی در میان ایرانشناس‌ها برانگیخته است، تاریخ زبان خوارزمی و ارتباط آن با زبان اوستایی است. حدود سال ۱۹۰۱ میلادی یوزف مارکوارت در اثر بسیار معتبر خود، موضوع بسیار برانگیز Airyanəm vaēǰō «سرزمین ایرانیان» را مطرح می‌کند که سرزمین فرضی زبان اوستایی با خوارزم یکی بود. دور از واقعیت این است که خوارزم، همانند ایرانویچ / Airyanəm vaēǰō، سردترین قسمت ایران یاد شده‌است، با این وجود، او هرگز دلایل دیگر خود را منتشر نساخت. این نظریه اشاره می‌کند که زرتشت از خوارزم بود، چنانچه که بنونیست نیز در سال ۱۹۳۳ میلادی آن را مطرح کرد. بنونیست با تعبیر و تفسیر خود از فهرست اسامی استان‌ها و ایالت‌ها در اوستای متاخر، به نتیجه‌ای رسید که ایرانویچ (Airyanəm vaēǰō) بی‌شک با خوارزم یکسان بود. او بسیار محتاط‌تر از آن بود که این موضوع، بیشتر نتیجهٔ واقعی بگیرد تا بگوید ایرانویچ (Airyanəm vaēǰō) از استان‌های شمال‌شرقی ایران، یعنی سغد، مرو، نسا، بلخ و هرات دور نبود و با آنکه در بخش جغرافیایی وندیداد از آن‌ها با هم یاد شده‌است. هنینگ آن زمان، قاعدتاً نتیجه‌گیری بنونیست را پذیرفته بود. در سخنرانی که در سال ۱۹۴۹ میلادی ایراد کرد، او تا بدانجا رسید که بگوید «هم اوستا و هم سنت متاخر زرتشتی، به ما اطمینان می‌دهند که این Airyanəm vaēǰō همان خوارزم بوده‌است. با این وجود، او هنوز پیرو نتیجه‌ای بوده‌است که وی پیشتر به آن رسیده بود، در مقالهٔ کم‌نظیر خود که به اوستا اختصاص یافته، می‌نویسد که «سرزمینی که باید مسکن پدیدآورندگان اوستا در نظر گرفته شود، ناحیه‌ای است متشکل از دریاچه هامون در جنوب، واحه‌های مرو در شمال، و بلخ یعنی باختر باستان، در شمال شرقی».

## ریشه‌شناسی نام خوارزم
دربارهٔ وجه اشتقاق واژهٔ خوارزم، نظریه‌های مختلفی بیان شده‌است. مثلاً میخائیل نیکولایویچ باگالیوبف این واژه را مرکب از سه جز hu-vara-ʒəmi به معنی «زمین دارای اقامتگاه خوب» می‌داند. مکنزی آن را Hwāra-Zmī به معنی «سرزمین پست» دانسته‌است که با وضع جغرافیایی سرزمین خوارزم، واقع در سواحل پست دو رود سیحون و جیحون، مطابقت دارد. مقدسی این واژه را مرکب از «خوار» به معنی گوشت در زبان خوارزمی و «رزم» به معنی هیزم در زبان خوارزمی، می‌داند که وجه اشتقاق عامیانه‌ای به نظر می‌رسد. یکی از نظریات این است که خوارزم را ترکیبی از خور (خورشید) و زم (زمین) به معنای سرزمین شرقی و جایی که خورشید از آن برآید، یا حتی برگرفته از نام قوم خوری/خُری/هوری دانسته‌اند. نظر محتمل‌تری نیز وجود دارد که با توجه به واژهٔ کهن خوار/خار/خور به معنای خوب در گویش‌های شمالی و شرقی ایران، خوارزم به معنی سرزمین خوب است.

## تاریخچه
از خوراسمیا، از استان‌های شاهنشاهی هخامنشی (Huwārazmiŝ) که از آنجا سنگ کبود برای آراستن کاخ داریوش یکم در شوش می‌آوردند، در نوشته‌های دینی تنها در دوره‌های اخیر یادی در میان می‌آید (نگاه کنید به یشت 14/10 ، Xuāirizəm). تعدادی از پژوهشگرها به دلایل گوناگون این تاریکی ظاهری سرزمین آباد و شکوفا را با گفتن خوارسمیا بخشی از میهن اصلی ایرانی‌ها، یعنی ایرنیم وئیجو (گستره آریایی) اوستا، بعدها ایرانویز (ērānwēz) در کتاب‌های پهلوی، بوده توضیح داده اند. با این همه، هیچ کلمه ای که به نام خوراسیمایی قدیم شناسایی شده باشد، مگر خود همین نام، باقی نمانده است.حتی بر سر معنی این کلمه هنوز چون و چرا می رود. اما اگر بپذیریم که بخش پایانی این نام، یعنی zmī- به معنی زمین در زبان فارسی است، Huwārazmiŝ معنی روشنی خواهد داشت. آغاز این نام، یعنی -Huwār*  ریشه کلمه فارسی khuār «خوار»، به زبان کردی khwār «پست، پایین» بوده و خوراسمیا به معنی «سرزمین پست» بوده است. یک چنین نامی برای سرزمین‌های که در پیرامون و میان بخش پاییین رودخانه‌ها آمودریا، یعنی واحه کنونی خیوه و قزل قوم نام نهاده اند، نام مناسبی است.
چون به سده‌های دیرپای خوارزم می‌رسیدم که از دولت جانشین هخامنشیان آغاز می‌شود و به هحوم اعراب (سده هشتم میلادی/یکم هجری) می رسد بر آگااهی ما درباره این سرزمین چندان افزوده نمی شود. اگر چند باستانشناسان شوروی در چهار دهه اخیر سکه‌ها، نوشته‌های روی گل سفالگری و ظورف سیمین و اسنادی که روی چوب و چرم نوشته شده‌اند، فراوان از زیر خاک بیرون آوردند، تا کنون مقدار اندکی انتشار یافته است. دست کم روشن است که همه این متون، همانند پارتی و سغدی که در سرزمین‌های همسایه خوراسمیا هستند، به خطی نوشته شده‌اند که برگرفته از خط آرامی است.

## خط خوارزمی
دو دوره تحول زبان خوارزم را می‌شناسیم: اول خوارزمی میانه به خط آرامی - خوارزمی و دوم خوارزمی متاخر به خط عربی - خوارزمی. خط آرامی- خوارزمی مانند دیگر خطوط ایرانی میانه برگرفته از خط آرامی، هُزوارِش نیز دارد. پیش از اسلام برای نوشتن به کار می‌رفته، از خط آرامی گرفته شده، ولی کشف الفبای آن هنوز امکان نیافته‌است.
از آنجا که املای واژگان خوارزمی در آثار ابوریحان بیرونی نسبتاً ثابت است، می‌توان احتمال داد که خط عربی-خوارزمی از سده چهارم هجری برای نوشتن زبان خوارزمی به کار می‌رفته‌است. حروف به کار رفته در این خط عبارتند از: [ا ب پ ت ث ج چ څ ح خ د ذ ر ز ژ س ش ص ض ط ظ ع غ ف ڤ ک ل م ن و ه ی]. چنانچه مشاهده می‌شود این خط فاقد [ق] و [گ] بوده اما در عوض دارای دو حرف [څ] (در حرف نویسی c) و [ڤ] (در حرف‌نویسی β) بوده‌است.
| آرامی | َ  | ِ      | ُ  | ا        | آ | ب | پ | ت | ث | ج | چ | څ | ح | خ | د |
| لاتین | a | i     | u | ʾ        | ʾ | b | p | t | θ | ǰ | č | c | ḥ | x | d |
| آرامی | ذ | ر     | ز | ژ        | س | ش | ص | ض | ع | غ | ف | ڤ | ط | ل | م |
| لاتین | δ | r     | z | ž        | s | š | ṣ | ż | ʿ | γ | f | β | ṭ | l | m |
| آرامی | ن | و     | ه | ی        |   |   |   |   |   |   |   |   |   |   |   |
| لاتین | n | ū،w,u | h | e,i،y، ī |   |   |   |   |   |   |   |   |   |   |   |

در نوشته‌های متأخرتر، گاه حروف بی‌نقطه، با نقطه و حروفی که چند نقطه دارند با یک نقطه نوشته شده‌اند و گاه حتی جای نقطه‌های حروف عوض شده‌اند (مثلاً ݚ به جای د، ب به جای پ، چ و خ به جای څ، چاواک به جای څاواک «آماده») در خط عربی - خوارزمی از نشانه‌های فتحه، کسره، ضمه، سکون و تشدید نیز استفاده شده‌است. یکی از کاربردهای تشدید، احتمالاً نمایاندن تکیه بر هجای ما قبل بوده‌است، مانند: بیّزار «بیزار»، اخسّد = اخزد [uxuzda] «ششصد».
کلمه‌ها و عبارت‌های خوارزمی متون عربی طبعاً با خط عربی-فارسی نوشته شده‌اند که چند نشانه اضافی برای نشان دادن آواهای خاص خوارزمی به آن اضافه شده است. از آنجا که بیرونی برای نوشتن کلمه‌های خوارزمی از املای نسبتاً ثابتی پیروی می‌کند، می‌توان حدس زد که استفاده از خط عربی برای خوارزمی در کتاب غزمینی دارای اعراب است و این امر به قرائت آنها کمک کرده است. این واقعیت که عبارت‌های خوارزمی در کتاب  غزمینی با ترجمه فارسی و عربی همراه است، فهم آنها را بسیار آسان کرده است. تحلیل این مواد موجب شد که  فریمان، دانشمند شوروی، بتواند نظام زبان خوارزمی را بازسازی و رابطه خویشاوندی آن را با سایر زبان‌های ایرانی شرقی معین کند.

## تاریخچه کشف زبان خوارزمی
دانش امروزی ما از زبان خوارزمی مدیون کوشش خستگی ناپذیر و ذهن جستجوگر احمد زکی ولیدی طوغان است. او نخستین کشفیات خود را در زبان خوارزمی، شامل برداشت‌هایی از یتیمة الدهر و مقدمة الادب، در ۱۳۰۶ ش/ ۱۹۲۷ م منتشر ساخت. پس از ان چاپ عکسیِ دست‌نویس مقدمة الادب زمخشری در ۱۳۳۰ ش/ ۱۸۵۱ م به همت زکی ولیدی طوغان، گام بزرگی در راه تحقیق و بررسی زبان خوارزمی بود. در همان اوان، فریمان در «زبان خوارزمی» (مسکو ۱۹۵۱) نیز به پژوهش دربارهٔ این زبان پرداخته‌است.
آغاز خوارزمی‌شناسی از ۱۹۲۷ میلادی بود. زمانی که احمد زکی ولدی طوغان حدود صد جمله و عبارت از خوارزمی منتشر کرد که در یک کتاب عربی فقهی، مجموعه فتواها، ثبت شده بود. او به هشت نسخه‌ای دست یافت که در کتابخانه‌های استانبول نگه‌داری می‌شد. این نخستین انتشار اسناد خوارزمی بود که در کتاب معروف یتیمةالدهر فی قتاوی اهل العصر است که عملاً به سرنوشت اثر بیرونی مبتلا گشت. اگرچه زکی ولدی همه متن عربی را کلیشه‌وار همراه با نقل قول‌هایی به خوارزمی چاپ کرد، ولی از آن هیچ ترجمه‌ای فراهم نکرد؛ بنابراین خوانندگانش را بشدت محروم کرد. وانگهی نسخه‌هایی که او استفاده کرد از کیفیت متفاوتی برخوردار بودند، و برای انتقال زبان خوارزمی به اندازه کافی بود. متن‌ها فقط در قالب خط بدون اعراب عربی از طریق نسخه‌پردازهای کاملاً غریب به زبان، ثبت شده بودند که به‌طور چشم‌گیر مخدوش بودند. برای نمونه، مثال ʾḥyw qʾrnj mʾ brd dfyʾr منظور را نمی‌رساند، ʾcyw βʾryx mʾ prʾ δynʾr «آیا برای یک شام راضی هستید؟». در نهایت نشانه‌های کمی از معانی خوارزمی در متن وجود داشت، بیش از چند نمونه توضیح فارسی در کار نبود، به‌طوری‌که زکی ولدی آن را نیز تشخیص نداد. چنان‌که نتیجه برخی از جملات هنوز هم گزارش نشده‌است.
کشف زکی ولدی به این مورد منحصر نمی‌شد، زیرا او در همان مقاله، ۱۳ عبارت خوارزمی را از یک نسخه‌ای منتشر کرد که در مصر به سال ۷۹۷ ق/۱۳۹۴ م از فرهنگ بزرگ عربی مقدمه الادب زمخشری، دانشمند دیگر خوارزمی، رونوشت شده بود. زکی ولدی فکر می‌کرد که نسخه‌پرداز، یعنی شمس الخیوقی از اهل خیوه احتمالاً هنوز زبان مادری خود را می‌دانست، اما گاهی او در نقطه‌گذاری خطا می‌کند، چنان‌که bxmʾr را به جای pcmʾr «حساب، محاسبه» آورده، به نظر می‌رسد که خیوقی واژه‌ها را از یک نسخه کهن اصیل رونویسی کرده بوده‌است.
زکی ولدی موضوع را اینجا رها نکرد، نه سال بعد گزارشی داد که تعداد قابل توجهی از جملات و واژه‌های خوارزمی را در یک اثر فقهی دیگر خوارزمی به عنوان قنیه‌المنیه لی تتمیم الغیه «به دست آوردن آرزو برای تکمیل غنا» از مختار الزاهدی (د ۱۲۶۰ م) یافته بوده‌است. این در اصل خلاصه و چکیده اثر دیگری به نام منیةالفقها «آرزوی فقیه‌ها» از استاد مختار با نام بدیع القُبازنی بود، اما از مواردی از عمل‌کرد خود را به عنوان قاضی، بدان کتاب افزوده بود. زکی ولی اعلام کرد که فقط در ترکیه از ۷۸ نسخه قنیه خبر دارد، که از نه نسخه بهتری استفاده کرده بود. از قرار معلوم تعداد زیادی از نسخه‌ها در کتابخانه‌های اروپای غربی شناسایی شده بود. در همان گزارش او برای نخستین بار نسخه بسیار معتبر دیگری از مجموعه کوچک اسناد خوارزمی را یادآور شد. او این نسخه مختصر را کتاب مختصر یا رساله نام نهاد، که چکیده تقریباً همه موارد پیچیده واژه‌ها و جملات خوارزمی در قنیه بود، و از طریق بسیاری از حاشیه‌های اولیه کتاب مقدمه اضافه شده بود. جلال‌الدین العمادی الجرجانی این اثر را در حدود میانه سده چهاردهم میلادی تکمیل کرد، زیرا احتمالاً زبان خوارزمی در این زمان به سرعت رو به زوال می‌رفت یا چنان‌که زکی ولدی گمان می‌کند، کاملاً فراموش شده بود. این یک مسئله استنباطی است، با وجود این، این اثر را به عنوان طرحی مطرح شده که آن زمان خوارزمی از یک زندگی پر رونق بهره‌مند بود. به هر حال، هیچ شکی نیست که حاشیه‌نویس، یعنی جلال‌الدین، زبان خوارزمی را به خوبی می‌دانست.
در سال ۱۹۳۶ میلادی و.ب. هنینگ دربارهٔ بررسی اسناد خوارزمی با زکی ولدی شروع به همکاری کرد. در تابستان همان سال این دانشمند برجسته یک طرح کوتاه موقتی از زبان را منتشر ساخت و ۳۰ سال بعد، تا زمان مرگ نابه‌هنگامش در ۱۹۶۷ میلادی او کسی بود که همه مقاله‌های عمده را دربارهٔ مطالعات خوارزمی به انجام رسانده بود. متأسفانه باید گفت که ویرایش کامل انتقادی اسناد از نسخه‌های متعدد غیرقابل دسترس قنیه که زکی ولدی و هنینگ فراهم کرده بود، هرگز تحقق نیافت. احتمالاً در میراث هنینگ در کالیفرنیا به صورت بلااستفاده و پنهان باقی می‌ماند و همسرش از روی ظنت آن را نگه داشته‌است. آنچه تا حدودی از به دیگر آن اثر به منصه ظهور رسید ظاهراً از لنینگراد زمان استالین به دست آمد. هم چنین در سال ۱۹۳۶ میلادی یک نسخه خوبی از قنیه مورد توجه قرار گرفته بود و با آن یک کپی از رساله جلال‌الدین به پیوست مجلد شده بود که در آغاز یادآوری شد، به صورت یک دست خط بود. اینک معلوم شده که آن نسخه مد نظر نیست، بلکه هنوز یک نسخه خیلی خوب موجود است که روی یک دست خط نسخه برداری شده‌است. از سال ۱۹۳۹ تا ۱۹۵۱ میلادی فریمان سلسله مقاله‌هایی را در موضوع خوارزمی منتشر کرد که به ویرایش نسبتاً مبهم حدود ۲۷۵ جمله خوارزمی از دو منبع قنیه و رساله منجر شد. باید گفت که اگرچه این ویرایش اصلاً رضایت بخش نبود، ولی مطالبی بود که مورد تعهد قرار گرفته بود و برخی از یافته‌های منتشر شده خود هنینگ از طریق فریمان رونویسی شده بود، که در خاطر هنینگ کراهتی نسبت به آن کار ایجاد شده بود و خاطر او را مکدر ساخته بود. چنان‌که بعدها آن را بازگو کرد. در نتیجه، در آن ایام، ویرایش اسناد خوارزمی، رضایت بخش نبود، با این اوضاع رو به بهبودی می‌گذاشت.
تا اینکه اخیراً همهٔ تلاش و کوشش‌های خارجی‌ها برای به دست آوردن نسخه‌های لنینگراد به شکست محکوم شد، اگر دانشمند روسی، میخائیل نیکولایویچ باگالوبوف در این شانزده سال اخیر از این اسناد استفاده کرده باشد، به نظر می‌رسد هیچ اقبالی در پیشرفت کارها حاصل نشده‌است. قبلاً این منبع که نخست در دسترس بود، برای نسخه‌های زکی ولدی در ترکیه مجدداً تا حدودی در تحقیق آغازین مورد توجه قرار گرفت، اما برای انتشار هنوز ویرایش ناقصی است. شگفت‌انگیز و مسرت‌بخش است که دیوید نیل مکنزی در آوریل ۱۹۸۶ میلادی غیرمنتظرانه یک میکروفیلم بهتری از نسخهٔ دوروی مورد نظرش را از معاون مدیر مؤسسهٔ شرق‌شناسی لنینگراد دریافت کرد. زمانی که مکنزی، روی ویرایش کل اسناد کار می‌کرد و امیدوار بود که پس از ۵۰ سال از کشف آن، بتواند برای نخستین بار متن کامل آن را منتشر کند.

## زبان خوارزمی در میان زبان‌های ایرانی
زبان خوارزمی مرزهای همگویی (isogloss) متفاوتی با دیگر زبان‌های ایرانی میانه و نو را دارد. جایگاه این زبان در حلقهٔ زبان‌های ایرانی از یک سو از پیوند آن با زبان سغدی، و از سوی دیگر با زبان آسی حکایت دارد؛ اما به نظر هنینگ بسیاری از شباهت‌های حیرت‌انگیز دو زبان خوارزمی و سغدی را می‌توان ناشی از وجود واژه‌های دخیل دانست و بررسی تغییرات آوایی خوارزمی بیشتر نشان‌دهندهٔ پیوند آن با زبان‌های جنوب و جنوب شرقی است. نکتهٔ بسیار جالب توجه، نزدیکی واژگان دو زبان خوارزمی و اوستایی است و این، با حدود دو هزار سال فاصلهٔ زمانی، تصادفی به نظر نمی‌رسد. البته هنوز تا اثبات اینکه زبان خوارزمی مستقیماً از یکی از گویش‌های اوستایی مشتق شده باشد، راه درازی در پیش است. هر چند هومباخ، پیوند نزدیک میان اوستایی و خوارزمی را به دلایل آوایی مردود دانسته‌است.
شباهت‌هایی در تحولات آوایی زبان خوارزمی و گویش اوستایی دیده می‌شود، مانند کربرد θ به جای δ در برخی از واژه‌ها مثل mθx «ملخ»، اما برخی تحولات آوایی زبان خوارزمی، رابطه نزدیک آن را با زبان اوستایی، چنان‌که برخی گمان کرده‌اند، تأیید نمی‌کند. برای نمونه، صورت باستانی واژه خوارزمی mrc «مرد» و ʾfcwr «عمو» می‌بایست به ترتیب martiya و ftūriya بوده باشد که کاملاً با معادل‌های اوستایی آن‌ها mašiia و tūriia متفاوت است.
همگویی‌های چندی خوارزمی را با دیگر زبان‌های ایرانی میانه و نو مرتبط می‌سازد (خوارزمی = سغدی -δβr «در» <-dwar(a)، خوارزمی cfʾr = پارتی cfʾr «چهار» <čavwārah، خوارزمی = بلخی wš «علف» <-wastra [اوستایی vāstra]، خوارزمی ʾxrδys «شانزده» ~ آسی æxsærdæs). سایشی شدگی صامت‌های آغازین b و d و g به β و δ و γ («بَر، میوه» βrk <-braka یا δʾn «دان، دانه» <dāna، گندم γndỷm <ganduma)

## فهرست واژه‌ها
نخستین واژه‌نامهٔ خوارزمی را هنینگ در سال ۱۹۷۱ تألیف کرد، که طی چهل سال همهٔ مواد در دسترس این زبان را بررسی کرده بود، اما تا پیش از مرگش فقط توانست ۲۶۰ مدخل از آن واژه (از حرف ʾ تا حرف ʾkw) را برای چاپ آماده کند.
هنینگ در سال‌های آخر عمر خود بر روی یک ویرایش فرهنگ خوارزمی کار می‌کرد اما فقط یک بخش کوچکی از کار او پس از مرگش امکان چاپ پیدا کرد. اما مدت کوتاهی پس از مرگ او، ترک‌شناسی به نام بنسینگ از ماینتس تألیف غیرمنتظره از اسناد خوارزمی را چاپ کرد. این اثر در قالب فرهنگ نبود، اما به صورت آوانویسی خوارزمی سطر به سطر نسخه، همراه با حرف‌نویسی اصل رسم‌الخط عربی به انضمام آوانویسی لاتین و عبارت‌های فارسی از ویراستهٔ مناسب وتیس‌اشتاین از کتاب مقدمه به سال ۱۸۴۳ بود. این ویرایش همراه با بخش اعظم قرائت‌های نادرست و آوانویسی ناصحیح خوارزمی مخدوش است. اما این اثر برخی از نقدها را، از جمله نقد مکنزی را برانگیخت که سبب شد تا مکنزی، مقاله‌هایی دربارهٔ واژه‌شناسی خوارزمی منتشر کند.
همهٔ این مطالب در چاپ دوم اثر بنسینگ به سال ۱۹۸۳ میلادی، به صورت واژه‌نامهٔ خوارزمی درج شده‌است. از آنجا که این واژگان هم قرائت‌های نادرست ویرایش او (مقداری نیز خطاهای جدید) و هم تصحیحات نقدهای اثر او است، مقداری بیتشر از اثر قبلی، گمراه‌کننده و درهم و برهم است، ولی در حال حاضر نزدیک‌ترین اثر نسبت به فرهنگ کامل خوارزمی است.

## ویژگی‌های زبان خوارزمی
مهمترین ویژگی آوایی زبان خوارزمی، تبدیل انسدادی‌های واکدار آغازین ایرانی باستان b, d، g به سایشی‌های واکدار β، δ، γ است: βrk «بَر، میوه» δʾn «دانه» γndȳm «گندم». از دیگر ویژگی‌های آوایی جالب توجه زبان خوارزمی، ابدال مصوت‌های کوتاه ایرانی باستان a و i و u پیش از آخرین صامت کلمه در موضع وقف به y است. این y در حرف‌نویسی ÿ نمایانده می‌شود: δβÿr «در» (به جای δβr) در هنگام وقف.
اسم در زبان خوارزمی دارای دو جنس مذکر و مؤنث، شش حالت نهادی-رایی، برایی، ازی، اضافی (ملکی)، دری، ندایی و دو شمار مفرد و جمع است. پایانه‌های حالت برای اسامی و صفات مذکر در شمار مفرد عبارت‌اند از: نهادی-رایی ø- (صفر)، برایی (i)-، ازی a-، اضافی (ملکی) ʾn-، دری a-، ندایی a-. اسامی و صفات مؤنث در شمار مفرد در حالت‌های نهادی و دری a- و بقیه حالتها iya- می‌گیرند. اگر اسم یا صفت مؤنث در شمار مفرد در حالت‌های نهادی و دری به ka- ختم شود، در بقیه حالت‌ها ca- می‌گیرد. پایانه‌های حالت در شمار جمع عبارتند از: ina- یا i-، اضافی (ملکی) nʾn-. واژه‌های مذکر و مؤنث مختوم به k- در شمار جمع به ترتیب به ci- و cya- ختم می‌شوند. به علاوه، حرف اضافه پسین δʾr «برای؛ را» می‌تواند حالت برایی و نیز مفعول مستقیم معرفه را بنمایاند.
حرف تعریف معین در زبان خوارزمی بازمانده موصول باستانی ya «که» است و دارای این صورت هاست: مفرد مذکر ʾy، مذکرyʾ، جمع برای هر دو جنس ʾy. این صورت‌ها در ترکیب با حروف اضافه به صورت y- و ʾ- در می‌آیند.
فعل در زبان خوارزمی دارای ماده مضارع و ماده ماضی است. از ماده مضارع، وجوه اخباری التزامی، امری، تأکیدی و تمنایی، زمان آینده (با استفاده از kʾm-) و حال استمراری، نیز صفت فاعلی و مصدر ساخته می‌شود. ماده ماضی در ساخت ماضی نامحقق با شرطی (به اضافه -mnc-) و ماضی استمراری به کار می‌رود. برای ساختن ماضی نقلی و ماضی بعید از صفت نقلی استفاده می‌شود.
ماده‌های مضارع که با صامت آغاز می‌شوند، در صورتی که تک هجایی باشند، یا در هجای نخست مصوت بلند داشته باشند، به جز چند مورد استثنائی، در ماضی تغییر نمی‌کنند. در غیر این صورت، برای ساخت ماده ماضی، به جای نخستین مصوت ماده مضاع از /ā/ استفاده می‌شود(hβr «دادن»، ماده ماضی hʾβr). اگر ماده مضارع با مصوت (اصلی یا افزوده) آغاز شود، ماده ماضی با افزودن پیشوند m به دست می‌آید (ʾs «گرفتن»، ماده ماضی mʾs)، مگر در صورتی که مصوت آغازین ماده کوتاه باشد و پس از آن m یا nb یا p آمده باشد. پیشوند m احتمالاً بازمانده پیشوند باستانی ham است.
فعل δʾry «داشتن» به ندرت به عنوان فعل کمکی در ساخت زمان‌های ترکیبی استفاده می‌شود، مانند ʾydk δʾryd «رفته‌است». شواهدی نیز از ساخت امکانی با فعل کمکی kʾ «کردن» دیده شده‌است، مانند: n-yt-kyc «نمی‌توانست بگیرد» (ʾyt صفت مفعولی از ʾs «گرفتن» است).
مهمترین ویژگی نحوی زبان خوارزمی این است که حتی اگر مفعول فعل یا متمم حرف اضافه به صورت اسم پس از فعل یا حرف اضافه آمده باشد، باز استفاده از ضمیر مفعولی الزامی است. ضمیر مفعولی می‌تواند به واژه‌ای قبل از فعل یا حرف اضافه نیز بپیوندد. توالی پسوندها از دیگر ویژگی‌های جالب نحوی در زبان خوارزمی است. تعداد پسوندها، که می‌توانند از نوع ضمیری، قیدی، یا حرف اضافه‌ای باشند، گاه به چهار می‌رسد: مانند -hyδdʾ -hy-nʾ-dʾ-br (به ترتیب از چپ به راست: خواند - برای او - آن‌ها را - بیرون - بر) «برای او آن‌ها را بر خواند (= بلند خواند).
در زبان خوارزمی، همانند دیگر زبان‌های ایرانی میانهٔ شرقی، تغییرات آوایی ویژه‌ای مانند تبدیل g و d و b به γ و δ و β و تبدیل ft و xt به βd و γd مشاهده می‌شود و برخی خصوصیات صرفی و نحوی زبان‌های باستانی، نظیر حالت‌های صرفی اسم نیز در این زبان حفظ شده‌اند. البته خوارزمی ویژگی‌های خود را دارد که در اینجا به اختصار به آن‌ها اشاره می‌شود:
1. ویژگی‌های آوایی: علاوه بر تغییرات معمول در زبان‌های ایرانی میانهٔ شرقی که بدان اشاره شد، تغییرات آوایی غیرعادی نظیر تبدیل š به x نیز در این زبان دیده می‌شود که شاید برخی از آن‌ها نشان‌دهندهٔ آمیختگی گرایش‌های گفتاری متعدد در زبان است؛ برای مثال، معادل واژه گوش فارسی، در سغدی γwš و در خوارزمی γwx است. همچنین شاید این تغییرات ناشی از وام‌گیری‌های واژگانی باشد، نظیر وجود واژهٔ šy به معنی سه (همانند زبان سغدی) در کنار hrδys به معنی سیزده (قس همان‌جا که hry به معنای «سه» در زبان پارتی است).[۳۹]
یکی دیگر از ویژگی‌های شگفت‌انگیز زبان خوارزمی که شاید بتوان آن را ویژگی آوایی-املایی دانست، وجود وقف در این زبان است، پدیده‌ای که در زبان‌هایی نظیر عربی، عبری و آرامی نیز دیده می‌شود. در این پدیده، که در همهٔ واژه‌ها در مکان پایانی جمله مصداق دارد، مصوت قبل از آخرین صامت هر واژه در پایان جمله، تکیه‌دار یا کشیده و بلند می‌شود و معمولاً در خط به صورت حرف y (با تلفظ /iy/) ظاهر می‌گردد. بر این اساس، ساخت امر فعل «خوردن» xwéra در این زبان، به صورت xwyr نوشته می‌شود.[۴۰]
2. ویژگی‌های صرفی: اسم در این زبان دارای دو جنس مذکر و مؤنث (نمونه خنثی دیده نشده‌است) و سه شمارهٔ مفرد، جمع و (به‌ندرت) مثنی است و حالت‌های صرفِ نهادی (nominative)، رایی (accusative)، اضافی (genetive)، ازی (ablative)، بایی (instrumental) و دری (locative) دیده می‌شود.[۴۰]
فعل در زبان خوارزمی، همانند زبان سغدی، دارای ساختاری ویژه است که آن را از دیگر زبان‌های دورهٔ میانه متمایز می‌سازد، از جمله این دو نکته دربارهٔ ساختمان فعل:
  1. باقی ماندن ساختمان ماضی غیرتام (imperfect)، یعنی ماضیِ بنا شده بر مادهٔ مضارع که دارای مفهوم ماضی مطلق یا گذشته ساده است. این نوع ماضی، هم از نظر ساخت و هم از نظر تعریف، از نمونهٔ باستانی خود (برای مثال از فارسی باستان) پیروی می‌کند. درخور ذکر است که گروهی از پژوهندگان (مثل هومباخ و مکنزی) دربارهٔ افعال خوارزمی معتقد به وجود مادهٔ غیرتام (imperfect stem) هستند.[۴۰]
  2. در هر دو زبان سغدی و خوارزمی با افزودن لفظ kʾm به صیغه‌های فعل مضارع، فعل آینده یا مستقبل ساخته می‌شود. توضیح آنکه در زبان فارسی، خواستن (که هم معنای با kʾm است و برای ساختن مستقبل به کار می‌رود) صرف می‌شود و فعل اصلی ثابت می‌ماند، در حالی که در دو زبان سغدی و خوارزمی فعل اصلی صرف می‌شود و لفظ kʾm ثابت است.[۴۰]
3. ویژگی‌های نحوی: در زبان خوارزمی، مکان فعل در جمله معمولاً آزاد است اما اصل پیش‌گرایی (anticipation؛ در اصطلاح عربی صدارت طلبی) بر نحو زبان تأثیر می‌گذارد و توجه نکردن به آن موجب فهم نادرست جمله می‌شود. بنابر اصل مذکور، اگر فعل پیش از مفعول قرار گیرد، مفعول یک بار دیگر هم با یک ضمیر متصل بیان می‌شود و این ضمیر به خود فعل یا به واژهٔ پیش از آن می‌پیوندد. برای نمونه hʾβrnydyδwydʾm = hāβirnīdi yāδuγdām به معنای «من دخترم را به تو داده‌ام»، با ساخت اصلی به صورت «من-داده‌ام-او را (مؤنث)- به تو- دخترم» در می‌آید که بدون توجه به اصل پیش‌گرایی، مفهوم کاملاً نادرستی از آن به دست می‌آید. صرف‌نظر از مفعول، برای بیان سایر اجزای جمله، نظیر عبارت دارای حرف اضافه یا گروه حرف اضافه، به شرط تقدم فعل، پسوندهای پیش‌گرا به کار می‌روند. حتی برخی از صورت‌های فعلی ممکن است تا دو پسوند پیش‌گرا داشته باشند.[۴۰]
ویژگی دیگر، وجود نظام پسوندهای متوالی است که به صورت‌های فعلی می‌پیوندند و نحو زبان را پیچیده و دشوار می‌سازند، شمار پسوندهایی که ممکن است به افعال بپیوندند، گاه به پانزده می‌رسد. این پسوندها معمولاً شامل سه گروه هستند:[۴۰]
  1. ضمایر متص (نُه پسوند)
  2. برخی حروف اضافهٔ پسین (معمولاً چهار پسوند)
  3. قید مکان (دو پسوند).

هنگامی که پسوندهای متعددی به یک فعل می‌پیوندند، معمولاً به ترتیب ضمیر، حرف اضافه مؤخر و قید می‌آیند. این توالی گاه در تعارض با مفهوم واقع می‌شود. مثلاً توالی پسوندها در عبارت cʾytʾhywʾbyr به معنایِ «او چلوتر از او (مفعولی) آجا داخل شد» به ترتیب زیر است: «او داخل شد- او (مفعولی)- آنجا- جلوتر»cʾytʾ-hy-wʾ-byr.[۴۰]
یکی از پدیده‌های درخور توجه زبان‌های باستانی که در این زبان دورهٔ میانه محفوظ مانده، حرف تعریف معینی است که از ضمیر موصولی باستان -ya مشتق شده‌است و در زبان اوستایی نیز کاربرد مشابهی دارد و در خوارزمی میانه به مذکر ʾy و مؤنث yā صورت ظاهر شده‌است.[۴۰]

## واژه‌شناسی (صرف و ساخت زبان)
در صرف نام در زبان خوارزمی، دو شمار، مفرد و جمع؛ دو جنس دستوری، مذکر و مونث؛ و هم‌چنین بیش از شش حالت قابل تشخیص هستند. چنان‌که اختلاف‌ها بیشتر با واکه‌های کوتاه پایانی معلوم می‌شوند، با وجود این، آنها پدیده‌ای را فقط در تعدادی از متون که دارای حرکت و اعراب هستند، به وجود می‌آورند و به عبارتی دیگر هنگامی که پسوندی به واژه متصل شود سپس قرائت اولیه اختلاف‌های معنا یا تلفظ را در وجودش آشکار می‌سازد. خوارزمیان (همانند آسی دیگوری) یک حرف تعریف معین بازمانده از ستاک ضمیر موصولی -ya دارند؛ که صورت‌های مفرد مذکر y' و مونث 'y، جمع y' برای هر دو جنس است، که به صورت y- و '- به هنگام اتصال با حروف اضافه مخفف می‌شوند.
تک‌واژه‌های جمع دارای پایانه ina- یا -i، و ملکی دارای n'n- هستند. در واژه2های مذکر دارای پایانه k- در جمع به -ci تبدیل می‌گردد و در واژه‌های مونث به cya-، حالت برایی (مفعول له)، همان طور یک مفعول مضخص صریح، شاید با پسواژه δ'r (<rādi، فارسیrā) مشخص می‌گردد. حالت ازی (مفعول عنه) با حروف اضافه -c «از»، -f «با»، -pc «پس»، -pš «پس» و «نزدِ، پیش از» و wsn «برای، چون‌که» و حالت دری (مفعول فیه) با -f «در»، -p «برایِ، در» و pr «بر» به کار می‌رود.

## آواشناسی
زبان خوارزمی احتمالاً دارای هشت مصوت /a,ā,i,ī,u,ū,ē,ō/ بوده است.

## اسم و صفت
اسم در زبان خوارزمی دارای دو جنس مذکر و مونث، شش حالت نهادی - رایی، برایی، ازی، اضافی، دری، ندایی، و دو شمار مفرد و جمع است. پایانه‌های حالت برای اسم‌ها و صفت‌های مذکر در شمار مفرد عبارتند از: -رایی ø-(صفر)، برایی (i)-، ازی a-، اضافی ān-، دری a-، ندایی a-. اسم‌ها و صفت‌های مونث در شمار مفرد در حالت‌های نهادی -رایی و دری a- و در بقیه حالت‌ها iya- می‌گیرند. برای نمونه: ps(') [aps] «گوسفند»: نهادی-رایی مذکر ps(') [aps]، اضافی مذکر  s'n [apsān](')، اضافی مونث  'psy [apsiya]،  'š[ušš] (اش) «شتر»: نهادی - رایی š[ušš]'، اضافی مذکر 'š'n [uššān]، نهادی-رایی مونث 'š [ušša]، اضافی مونث 'šy [uššiya]. اگر اسم یا صفت مونث در شمار مفرد در حالت‌های نهادی-رایی و دری ka- ختم شود، در بقیه حالت‌ها  ca [-tsa]- می‌گیرد. برای نمونه γwk [γōk] «گاو (ماده)» (مونث): نهادی-رایی γwk [γōka]، اضافی γwc [γōsta]. پایانه‌های حالت در شمار جمع عبارتند از: ina- یا i-، اضافی nān-، برای نمونه: p'δ [pāδ] «پا» (مذکر): جمع p'δn [pāδina]؛ [ušš] š' «شتر»: جمع [ušši] š'؛ «گوسفند»: جمع (')psn [apsina]، اضافی جمع psn (') [apsnān]،  . واژه‌های مذکر و مونث مختوم به k- در شمار جمع به ترتیب به -ci و cya- ختم می‌شوند. برای نمونه z'nwk [zānūk] «زانو» (مذکر): جمع z'nwc [zānūtsi] .همچنین حرف اضافه پسین δ'r «برای، را» می‌تواند حالت برایی و نیز مفعول مستقیم معرفه را بنمایاند.

## حروف
حرف تعریف معین در زبان خوارزمی بازمانده موصول باستان -ya* «که» است و دارای این صورت ها است: مفرد مذکر: [î] ʿy، جمع برای هر  دو جنس:[î] ʿy. برای نمونه ʿy xwb-m zʿdk «پسر خوبم»، ʿy xwb-m δγd «ددختر خوبم». این صورت ها در ترکیب با حروف اضافه به صورت‌های y- و ʿ- در می‌آیند، برای نمونه cy [tşǐ] و cʿ [tşā] «از».

## ضمیرها
ضمیرهای شخصی منفصل در زبان خوارزمی عبارتند از:
| اول شخص:   | اول شخص:       | اول شخص: |
| حالت       | مفرد           | جمع      |
| ---------- | -------------- | -------- |
| نهادی      | ʾz,ʾʾz,yʾz,nʾz | Mβy      |
| رایی-برایی | mʾrδʿr         | Mβy      |
| ازی-دری    | m(y)k          | Mβy      |
| اضافی      | mnʿc           | Mβyʾn    |

| دوم شخص:   | دوم شخص: | دوم شخص: |
| حالت       | مفرد     | جمع      |
| ---------- | -------- | -------- |
| نهادی      | tk(ʾw)   | Hβy      |
| رایی-برایی | twʾrδʾr  | Hβy      |
| ازی-دری    | β(y)k    | Hβy      |
| اضافی      | twʾc     | hβyʾn    |

| سوم شخص:   | سوم شخص: | سوم شخص: |
| حالت       | مفرد     | جمع      |
| ---------- | -------- | -------- |
| رایی-برایی | hy       | (ʾ) yβy  |

جای ضمیرهای سوم شخص، می‌توان از ضمیرهای اشاره نیز استفاده کرد.
| ضمیرهای متصل در زبان خوارزمی      | ضمیرهای متصل در زبان خوارزمی | ضمیرهای متصل در زبان خوارزمی | ضمیرهای متصل در زبان خوارزمی |
|                                   | مفرد رایی                    | مفرد اضافی-برایی             | جمع رایی-اضافی-برایی         |
| --------------------------------- | ---------------------------- | ---------------------------- | ---------------------------- |
| اول شخص                           | m(ʿ)                         | m(y)                         | mn(ʿ)                        |
| دوم شخص                           | β(ʿ)                         | d(y)                         | βn(ʿ)                        |
| سوم شخص (نیز به عنوان ضمیر اشاره) | h(y)                         | h(y)                         | hyn(ʿ)                       |

## فعل
فعل در زبان خوارزمی دارای ماده مضارع و ماده ماضی است. از ماده مضارع، وجوه اخباری، التزامی، تاکیدی و تمنایی، زمان آینده (با استفاده از kʿm-) و حال استمراری، نیز صفت فاعلی و مصدر ساخته می‌شود. ماده مضارع در ساخت نامحقق یا شرطی (به اضافه -mnc-) و ماضی استمراری به کار می‌رود. برای ساختن ماضی نقلی و ماضی بعید از صفت نقلی استفاده می‌شود.
| شناسه‌های مضارع در زبان خوارزمی | شناسه‌های مضارع در زبان خوارزمی | شناسه‌های مضارع در زبان خوارزمی |
|                                | مفرد                           | جمع                            |
| ------------------------------ | ------------------------------ | ------------------------------ |
| اول شخص                        | -'m [-āmi, ām]                 | 'mn- [-āmni, mni-]             |
| دوم شخص                        | -ǿ, -y [-i]                    | β [-ββi]-                      |
| سوم شخص                        | -c [-(i)tşa, -its]             | r'- [-āri], -l [-li]           |

| شناسه‌های ماضی در زبان خوارزمی | شناسه‌های ماضی در زبان خوارزمی          | شناسه‌های ماضی در زبان خوارزمی  |
|                               | مفرد                                   | جمع                            |
| ----------------------------- | -------------------------------------- | ------------------------------ |
| اول شخص                       | [ām(i)na-] n(y), ñ[-(i)na, -inna]      | -'m(y)n'-                      |
| دوم شخص                       | (y)x, -x[-(i)xa, -xxa]                 | -f(y)[-f, -fa]-                |
| سوم شخص                       | -d, -(y)yd, -yṫ[-(i)da, -(i)ta, aytta] | -'r'(') [-ra], -l [-la, -ayla] |

ماده‌های مضارعی که با صامت آغاز می‌شوند، در صورتی که تک‌هجایی باشند یا در هجای نخست مصوت بلند داشته باشند، بجز چند مورد استثنایی، در ماضی تغییر نمی‌کنند. در غیر اینصورت، برای ساخت ماده ماضی، به جای نخستین مصوت ماده مضارع، از /ā/ استفاده می‌شود (-hβr «دادن»، -hʾβr). اگر ماده مضارع با مصوت (اصلی یا افزوده) آغاز شود، ماده ماضی با افزودن پیشوند -m به دست می‌آید (-ʾs «گرفتن»، ماده ماضی -mʾs)، جز در صورتی که مصوت آغازین ماده کوتاه باشد و پپس از آن m، mb یا p آمده باشد، پیشوند -m احتمالاً بازمانده پیشوند باستانی -ham* است.
| صرف فعل [-hiβr] -hβr «دادن» در زمان‌های مختلف | صرف فعل [-hiβr] -hβr «دادن» در زمان‌های مختلف | صرف فعل [-hiβr] -hβr «دادن» در زمان‌های مختلف | صرف فعل [-hiβr] -hβr «دادن» در زمان‌های مختلف |
|                                              | مضارع اخباری                                 | مضارع التزامی                                | ماضی                                         |
| -------------------------------------------- | -------------------------------------------- | -------------------------------------------- | -------------------------------------------- |
| اول شخص مفرد                                 | hβr'm [hiβrām]                               | hβr' [hiβrā(n)]                              | h'βrn [hāβrin]                               |
| دوم شخص مفرد                                 | hβry [hiβri]                                 | hβryx [hiβrīx]                               | h'βr(y)x [hāβrx]                             |
| سوم شخص مفرد                                 | hβryc [hiβrīts]                              | hβr'c [hiβrāts]                              | h'βr(y)d [hāβird, hāβrid]                    |
| اول شخص جمع                                  | [hiβrāmni]                                   |                                              | [hāβrāmna]                                   |
| دوم شخص جمع                                  | [hiβarβi]                                    | [hiβarβīx]                                   |                                              |
| سوم شخص جمع                                  | [hiβrir]                                     | h'βr'r [hāβrār]                              | hβr'r [hiβrār]                               |

آینده: hβr'm-k'm «خواهم داد»، hβry-k'm «خواهی داد»؛ ماضی نامحقق یا شرطی: h'βryx-mnc'c «(اگر) می‌دادی»؛ صفت فاعلی: hβryn(y)k «دهنده»؛ صفت مفعولی «داده»: hβtk* (مذکر)، hβc (مونث)،  hβdn(y) (جمع). 'k'm «می کنم». k' «می کنی»؛ mkkn «کردم»؛ δ'ry'm «دارم»؛ δ'ryn «داشتم»؛ yw'ry «می دانی»؛ y'w'ryx «(می) دانستی»؛ mnγws(y)d «شنید»؛ mkkn «کردم»؛ mkkx-'z «کردم من».
فعل -δ'ry «داشتن» به ندرت به عنوان فعل کمکی در ساخت زمان‌های ترکیبی استفاده می‌شود، مانند: ydk' δ'ryd «رفته است». شواهدی نیز از ساخت امکانی با فعل کمکی -k' «کردن» دیده شده است. مانند: n-yt-kyc «نمی‌توانست بگیرد» (yt' صفت مفعولی از -s' «گرفتن» است).

## نحو
مهم‌ترین ویژگی نحوی زبان خوارزمی این است که حتی اگر مفعول فعل یا متمم حرف اضافه به صورت اسم پس از فعل یا حرف اضافه آمده باشد، باز استفاده از ضمیر مفعولی الزامی است. ضمیر مفعولی می تواند به واژه‌ای پیش از فعل یا حرف اضافه نیز بپیوندد. توالی از دیگر ویژگی‌های جالب نحوی در زبان خوارزمی است. تعداد پسوندها، که می‌توانند از نوع ضمیری، قیدی یا حرف اضافه‌ای باشند، گاه به چهار می‌رسد، مانند: hyδdʾ-hy-nʾ-dʾ-br  (به ترتیب از چپ به راست: خواند - برای او - آنها را - بیرون - بر) یعنی «برای او آنها را بر خواند (بلند خواند).

## نمونه یک جمله از زبان خوارزمی
| نمونه یک متن خوارزمی از کتاب قنُیة االمُنیة غَزمینی فقیه خوارزمی قرن هفتم قمری/ سیزدهم میلادی. | نمونه یک متن خوارزمی از کتاب قنُیة االمُنیة غَزمینی فقیه خوارزمی قرن هفتم قمری/ سیزدهم میلادی. | نمونه یک متن خوارزمی از کتاب قنُیة االمُنیة غَزمینی فقیه خوارزمی قرن هفتم قمری/ سیزدهم میلادی. |
| متن خوارزمی                                                                                 | متن خوارزمی به الفبای بین المللی                                                            | ترجمه فارسی                                                                                 |
| ------------------------------------------------------------------------------------------- | ------------------------------------------------------------------------------------------- | ------------------------------------------------------------------------------------------- |
| هاڤِرِیند یا ذُغدامِ پی سِد ذینارن کابینَ                                                         | hāb(i)rindi yā δuγdāmi pi sid δīnārna kābīna                                                | من دخترم را به صد دینار کابین به تو داده‌ام.                                                 |

## پی‌نوشت
1. ↑  Wetzstein
2. ↑  Chwaresmischer Wortindex

## برای مطالعهٔ بیشتر
- هومباخ، هلموت (۱۳۹۰). «خوارزمی». راهنمای زبان‌های ایرانی. ج. ۱. ترجمهٔ آرمان بختیاری، عسکر بهرامی، حسن رضایی باغ‌بیدی، نگین صالحی‌نیا. تهران: انتشارات ققنوس. شابک ۹۶۴-۳۱۱-۴۰۳-۱.

- Humbach, Helmut (1989). "Choresmian".  In R. Schmitt (ed.). Compendium Linguarum Iranicarum (به انگلیسی). Wiesbaden: Dr. Ludwig Reichert Verlag. p. 193–203.
- MACKENZIE, D. N (2007). "KHWARAZMIAN LANGUAGE AND LITERATURE". THE CAMBRIDGE HISTORY OF IRAN (به انگلیسی). Vol. III/2. New York: CAMBRIDGE UNIVERSITY PRESS.
- MacKenzie, D. N (1992). "The Chorasmian Language". Encyclopædia Iranica (به انگلیسی). Vol. ۵. New York: Bibliotheca Persica Press. p. ۵۱۷–۵۲۰. Archived from the original on 20 May 2024. Retrieved 20 May 2024.
- MacKenzie، D. N (۱۹۷۰). «The Khwarezmian glossary—I» (PDF) (۳۳). Bulletin of the School of Oriental and African Studies: ۵۴۰–۵۵۹. doi:10.1017/S0041977X00126552. دریافت‌شده در ۲۰ مه ۲۰۲۴.
- MacKenzie، D. N (۱۹۷۱a). «The Khwarezmian glossary—II» (PDF) (۳۴). Bulletin of the School of Oriental and African Studies: ۷۴–۹۰. doi:10.1017/S0041977X00141588. دریافت‌شده در ۲۰ مه ۲۰۲۴.
- MacKenzie، D. N (۱۹۷۱b). «The Khwarezmian glossary—III» (PDF) (۳۴). Bulletin of the School of Oriental and African Studies: ۳۱۴–۳۳۰. doi:10.1017/S0041977X00129568. دریافت‌شده در ۲۰ مه ۲۰۲۴.
- MacKenzie، D. N (۱۹۷۱c). «The Khwarezmian glossary—IV» (PDF) (۳۴). Bulletin of the School of Oriental and African Studies: ۵۲۱–۵۳۷. doi:10.1017/S0041977X00128526. دریافت‌شده در ۲۰ مه ۲۰۲۴.
- MacKenzie، D. N (۱۹۷۲). «The Khwarezmian glossary—V» (PDF) (۳۵). Bulletin of the School of Oriental and African Studies: ۵۶–۷۳. doi:10.1017/S0041977X00107360. دریافت‌شده در ۲۰ مه ۲۰۲۴.